# Estación de Vitoria
Estación de Vitoria vasútállomás Spanyolországban, Vitoria-Gasteiz településen.

## Vasútvonalak
Az állomást az alábbi vasútvonalak érintik:
- Madrid-Hendaya-vasútvonal

## Kapcsolódó állomások
A vasútállomáshoz az alábbi állomások vannak a legközelebb:
- Alegría-Dulantzi train station
- Nanclares-Langraiz train station